# 小堀城
小堀城（こぼりじょう）は、兵庫県小野市河合中町小字小堀にあった日本の城。河合城・堀井城と共に一体の城郭群を形成していたと考えられている。

## 概要
加古川右岸の沖積地上に立地する中世城館である。付近には「イバ」と言う字名が残る。
本曲輪跡地およびその南西部に土塁が残存し、土塁南西端には虎口が残る。『上月文書』『播磨征伐之事』等の記録史料によれば、城主は赤松氏一族の三枝氏（光枝氏）と伝わる。『日本城郭大系』では、近隣の赤松氏系氏族の城郭である河合城・堀井城と水路で結ばれ、一体化していたと考えられている。加古川の河川交通を抑える重要な役割を果たしていた。
加古川市・三木市・小野市・加西市は、戦国時代の歴史の舞台となった城跡が多数存在するなど、「三木合戦」を通じて密接につながっている地域である。この4市の観光協会では、東播磨・北播磨に点在する城跡を活用した観光客の誘客を促進するため、御城印を制作してきた。小野市では、その第２弾として阿形城・来住城・小堀城の御城印を発行し、2022年（令和4年）11月1日より販売した。

## 所在地
小野市河合中町小字小堀

## 最寄駅
- JR加古川線河合西駅

## 周辺史跡・寺社
- 小野陣屋跡
- 金鑵城跡（金鑵城遺跡広場）
- 河合城跡
- 河合館跡
- 河合西廃寺跡
- 河合廃寺跡
- 広渡廃寺跡（国史跡広渡廃寺跡歴史公園）
- 浄土寺（新西国三十三箇所観音霊場）
- 鈴之宮神社
- 近津神社
- 堀井城跡（堀井城跡ふれあい公園）

## 周辺施設
- おの桜づつみ回廊
- 小野子午線公園
- 小野市立河合小学校
- 小野市立河合中学校
- 鴨池公園
- かわい快適の森
- 共進牧場
- 鍬渓温泉
- 白雲谷温泉ゆぴか
- ひまわりの丘公園
- 平池公園
- ホテルルートイン小野

## 周辺道路
- 国道175号